# Sandy Williams
Sandy Williams, geboren als Alexander Balos Williams (Summerville, 24 oktober 1906 - New York, 25 april 1991), was een Amerikaanse jazztrombonist en orkestleider.

## Biografie
Williams familie verhuisde tijdens zijn jeugd naar Washington D.C.. Na de dood van zijn ouders bezocht hij een college in Delaware. In 1927 trad hij op in Atlantic City met Claude Hopkins en keerde hij daarna terug naar Washington D.C.. Van 1929 tot 1932 werkte hij daar bij Horace Henderson en studeerde hij bij Juan Tizol en James Miller jr.. In 1932/1933 was hij lid het het orkest van Fletcher Henderson. Van 1933 tot 1940 speelde Williams in het orkest van Chick Webb. Een jaar na het overlijden van Webb verliet hij de door Ella Fitzgerald verder geleide band en speelde hij bij Benny Carter en Coleman Hawkins.
Begin jaren 1940 werkte hij in de bands van Lucky Millinder, Cootie Williams, Mezz Mezzrow, Pete Brown en Wild Bill Davison. In 1943 behoorde hij kortstondig bij het Duke Ellington Orchestra, waar hij Lawrence Brown verving. Daarna speelde hij onder andere met Hot Lips Page, Don Redman en Roy Eldridge. In 1945/1946 nam hij enkele 78” onder zijn eigen naam op voor Riverside Records als Sandy Williams Big Eight met muzikanten als Denzil Best, Pee Wee Erwin, Johnny Hodges, Jimmy Jones, Shelly Manne, Tab Smith en Cecil Scott. Aansluitend ging hij van 1946 tot 1949 op een Europese tournee met Rex Stewart en diens band.
Begin jaren 1950 werkte hij mee aan opnamen van Ella Fitzgerald (Something To Live For) en speelde hij nog met Sidney Bechet en Art Hodes. Gezondheidsproblemen dwongen hem om zijn carrière te beëindigen, ook al trad hij aan het eind van het deccenium af en toe op.

## Overlijden
Sandy Williams overleed in april 1991 op 84-jarige leeftijd.